# Partia Islamska (frakcja Hekmatjara)
Partia Islamska (pers حزب اسلامی, Hezb-e Islami) - kierowana przez Gulbuddina Hekmatjara frakcja kontynuująca działalność podzielonej w 1979 roku Partii Islamskiej. Ugrupowanie dąży do naśladowania Bractwa Muzułmańskiego i praktykuje panislamizm.
Partia była podjerzewana o współpracę z Koreą Północną oraz z Państwem Islamskim. Potwierdzone były jednak powiązania z Usamą ibn Ladinem, z tego powodu Partia Islamska została uznana za organizację terrorystyczną w Kanadzie, Stanach Zjednoczonych i Wielkiej Brytanii.

## Historia

### 1979–1992
Podczas radzieckiej interwencji w Afganistanie, Partia Islamska była finansowana za pośrednictwem pakistańskiego wywiadu, wsparcie finansowe było otrzymywane również od Stanów Zjednoczonych, Arabii Saudyjskiej i od powiązanej z zachodnioniemiecką partią CSU Fundacji im. Hannsa Seidela. Partia nawiązała również kontakty z brytyjskim wywiadem MI6, która zapewniała działaczom partyjnym szkolenia wojskowe i uzbrojenie.
W latach 1979–1981 Partia Islamska była uważana za jedną z ważniejszych grup mudżahedinów. Ugrupowanie było silnie popierane w prowincjach Kunar, Laghman, Nangarhar i Paktika; do 1994 roku partia utrzymywała bliskie relacje z Pakistanem. W 1986 roku Gulbuddin Hekmatjar spotkał się z Margaret Thatcher na Downing Street.
Na początku lat 90. Hekmatjar prowadził kilka obozów szkoleniowych i był zaangażowany w wysyłanie przeszkolonych najemników do innych krajów muzułmańskich. W 1996 roku udzielił również schronu Usamie ibn Ladinowi, który wówczas uciekł z Sudanu.

### 1992–2001
W 1993 roku na mocy umowy między Gulbuddinem Hekmatjarem a azerskim rządem, Partia Islamska zaangażowała się w Wojnę o Górski Karabach opowiadając się po stronie azerskiej; Fazal Hak Mudżahid zwerbował od 1500 do 2500 weteranów wojny afgańsko-radzieckiej do walki przeciwko siłom armeńskim i karabaskim.
We wrześniu 1996 roku po przejęciu władzy przez reprezentującego talibów Mohammada Omara, Partia Islamska została odsunięta od afgańskiego życia politycznego na około dekadę. Podczas toczącej się w latach 1992-1996 wojny domowej w Afganistanie działacze partyjni byli odpowiedzialni za bombardowania Kabulu w 1994 roku, w wyniku których zginęło ponad 25 tys. cywili.

### Od 2001
Gulbuddin Hekmatjar sprzeciwiał się amerykańskiej interwencji w Afganistanie; wraz ze swoją partią sprzymierzył się z talibami i Al-Ka’idą w celu walki przeciwko władzy nowego prezydenta Afganistanu, Hamida Karzaja. Mimo to, w latach 2001-2006 jego partia nie była uznawana przez Departament Stanu Stanów Zjednoczonych za organizację terrorystyczną.
Pojawiły się doniesienia o starciach między politykami Partii Islamskiej a Talibami oraz o przejściu polityków partii na stronę afgańskiego rządu; najważniejsi działacze partyjni spotkali się w maju 2004 z prezydentem Afganistanu Hamidem Karzajem oraz odrzucili współpracę partii z Al-Ka’idą i talibami. Według ówczesnego przewodniczącego parlamentu, Sardara Rahmanoglu, w 2004 roku 150 działaczy partii Partii Islamskiej zadeklarowało poparcie dla Hamida Karzaja w wyborach prezydenckich; politycy tej partii piastowali wówczas 30-40% urzędów państwowych, uwzględniając również ministerstwa.
W 2006 roku Radio Wolna Europa poinformowało, że Gulbuddin Hekmatjar miał oświadczyć w arabskojęzycznej telewizji Al-Dżazira, że chce, by jego siły walczyły u boku Al-Ka’idy. Następnego roku miały być one aktywne w okolicach miast Dżalalabad i Mazar-i Szarif. Według Międzynarodowych Sił Wsparcia Bezpieczeństwa, siły Hekmatjara w 2008 roku liczyły około 1000 osób.
Główny rzecznik Partii Islamskiej Harun Zarghun spotkał się w marcu 2010 roku w Kabulu z afgańskimi władzami; delegacja przedstawiła władzom 15-punktowy plan wzywający do wycofania się obcych wojsk z Afganistanu do lipca 2010. Jednym z postulatów było również utworzenie w grudniu 2010 roku rządu tymczasowego, który miałby w następnym roku przeprowadzić wybory krajowe; Zarghun zaproponował opublikowanie nowej konstytucji. Tego roku wiceprezydent Afganistanu Mohammad Kasim Fahim podczas obchodów nowruzu zaprosił zbrojnych działaczy Partii Islamskiej do wzięcia udziału w zaplanowanej na koniec kwietnia lub początek maja 2010 roku konferencji Loja Dżirga; spotkanie miało poruszać tematykę pokoju w Afganistanie.
W 2010 bojówki partii były odpowiedzialne za dokonanie strzelanin w prowincji Badachszan, w wyniku których zginęło 10 osób, z czego tylko 2 Afgańczyków.
18 września 2012 roku Partia Islamska przyznała się do zamachu w Kabulu, w którym zginęło 9 osób, w tym sprawczyni; partia oświadczyła, że zamach był dokonany w odwecie za produkcję filmu Niewinność muzułmanów.
16 maja 2013 roku miał miejsce kolejny zamach w Kabulu; w wyniku eksplozji wyładowanej materiałami wybuchowymi Toyoty Corolli zginęło co najmniej 16 osób, w tym kilku Amerykanów. Sprawcą był 24-latek z południa Afganistanu, który był powiązany z Partią Islamską.
W wyborach prezydenckich w Afganistanie w 2014 partia poparła kandydaturę Kutbuddina Hilala na to stanowisko, jednak sam do wyborów przystąpił jako niezależny kandydat.
W lipcu 2015 Gulbuddin Hekmatjar miał wezwać zwolenników swojej partii do wsparcia Państwa Islamskiego w walce przeciwko talibom, co zostało zaprzeczone przez rzecznika partii, Haruna Zarghuna.
W 2014 roku Partia Islamska rozpoczęła negocjacje z władzami Afganistanu. Ostatecznie dnia 22 września 2016 roku partia porozumiała się z afgańskim rządem; Partia Islamska zgodziła się na zaprzestanie działań wojennych i zerwanie powiązań z ekstremistycznymi organizacjami w zamian za poparcie dla zniesienia międzynarodowych sankcji na Hekmatjara, uznanie partii i wysokie stanowisko w rządzie. Porozumienie weszło w życie 29 września. W grudniu władze Afganistanu oficjalnie zwróciły się do ONZ z prośbą o zniesienie sankcji wobec Hekmatjara, które zostały oficjalnie zniesione dnia 4 lutego następnego roku. Prośba o zniesienie sankcji została również poparta przez Rosję.
14 czerwca 2018 roku 180 osób powiązanych z Partią Islamską zostało zwolnionych z więzień.
Dnia 17 sierpnia 2021 roku Hekmatjar wraz z byłym już prezydentem Afganistanu Hamidem Karzajem i byłym premierem Abdullahem Abdullahem spotkali się w Dosze z delegacją talibów; prezydent Aszraf Ghani, który opuścił Afganistan, poparł negocjacje z nowymi afgańskimi władzami.

## Poparcie w wyborach

### Wybory prezydenckie
| Wybory | Kandydat            | I tura | I tura    | I tura |
| Wybory | Kandydat            | Głosów | %         |        |
| ------ | ------------------- | ------ | --------- | ------ |
| 2019   | Gulbuddin Hekmatjar | 70 241 | 3,85 (3.) |        |

### Wybory parlamentarne
| Wybory | Mandaty do Izby Ludowej | +/− |
| ------ | ----------------------- | --- |
| 2005   | 12/249                  | –   |
| 2010   | 1/249                   | 11  |
| 2018   | 0/249                   | 1   |